# Taeniopteryx robinae
Taeniopteryx robinae är en bäcksländeart som beskrevs av Boris C. Kondratieff och Kirchner 1984. Taeniopteryx robinae ingår i släktet Taeniopteryx och familjen vingbandbäcksländor. Inga underarter finns listade i Catalogue of Life.